# アニエスの浜辺
『アニエスの浜辺』（原題: Les Plages d'Agnès）は、2008年のフランス映画。

## 内容
フランスの女性映画監督アニエス・ヴァルダが、自らの人生を描いたドキュメンタリー映画である。

## キャスト
- アニエス・ヴァルダ
- マチュー・ドゥミ

アーカイヴ映像での出演
- ジャック・ドゥミ
- ジャン＝リュック・ゴダール
- ジェーン・バーキン
- カトリーヌ・ドヌーヴ
- ハリソン・フォード
- ジム・モリソン
- シャルロット・ゲンズブール
- セルジュ・ゲンズブール

## 受賞
第34回セザール賞
- 受賞：ドキュメンタリー映画賞

第35回ロサンゼルス映画批評家協会賞
- 受賞：ドキュメンタリー映画賞